# Официальные символы президента Украины
Согласно Указу президента Украины от 29 ноября 1999 года официальными символами главы государства признаны: штандарт президента Украины, Знак президента Украины, Гербовая печать президента Украины и Булава президента Украины.

## Штандарт президента Украины
Штандарт президента Украины представляет собой синее квадратное полотнище с изображением в центре золотого княжеского знака государства Владимира Великого (малого государственного герба Украины). Полотнище обрамлено золотым наличником и украшено золотой бахромой.

## Знак президента Украины
Коллар президента Украины имеет форму орденской цепи, которая состоит из медальона-подвески, 6 финифтевых медальонов и 16 декоративных звеньев. Знак президента Украины изготовлен из белого и жёлтого золота 585 пробы, все его элементы соединены между собой фигурными кольцами. Президентский знак весит почти 400 граммов.

## Гербовая печать президента Украины
Гербовая печать президента Украины имеет круглую форму. В центре — изображение малого государственного герба Украины, над которым по кругу надпись «Президент Украины». Гербовая печать президента Украины используется для засвидетельствования подписи Президента Украины на грамотах, удостоверениях к президентским отличиям и почётным званиям Украины, а также на посланиях президента Украины главам других государств.

## Булава президента Украины
Булава президента Украины изготовлена из позолоченного серебра. Рукоятка и верхушка Булавы президента Украины украшены декоративным орнаментом и драгоценными камнями. Футляр к Булаве президента Украины изготовлен из красного дерева, украшенного рельефным изображением малого Государственного Герба Украины из жёлтого металла.